# Операція «Міхаель»
Операція «Міхаель» (нім. Unternehmen Michael) (21 березня — 5 квітня 1918) — перша стадія масштабної, так званої «Весняної» наступальної операції німецької армії проти військ союзників на Західному фронті наприкінці Першої світової війни. У найбільшій[джерело?] битві Першої світової війни брало участь 90 німецьких, 46 британських та 40 французьких дивізій.
За задумом операції «Міхаель» напрямок головного удару припадав на стик союзних військ, де потужним ударом німці намагалися прорватися крізь оборонні лінії союзників, обійти британські війська, які тримали фронт від річки Сомми до Ла-Маншу та перемогти британську армію. Після того, як це буде досягнуто, німці розраховували на те, що французи без своїх головних союзників погодяться на перемир'я.

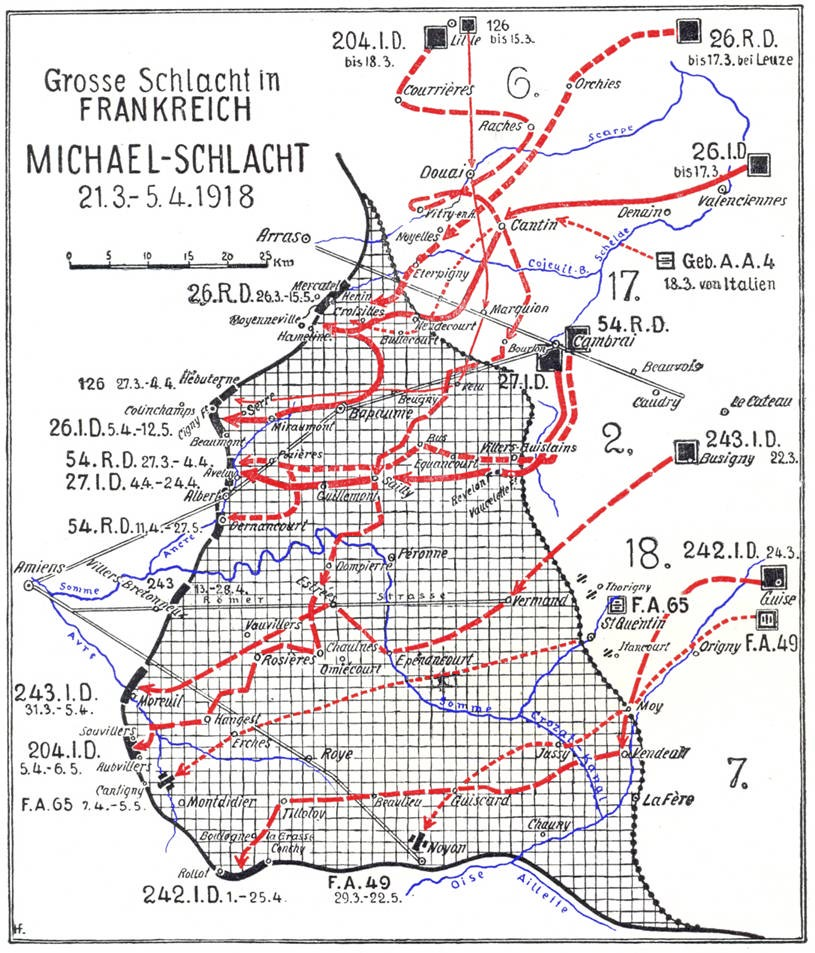
Карта операції «Міхаель». Березень-квітень 1918

## Загальна ситуація на Західному фронті
11 листопада 1917 року у окупованому німцями бельгійському місті Монс відбулась нарада начальників штабів груп армій Західного фронту, де вищим військовим керівництвом обговорювалися плани на зимово-весняну кампанію 1918 року. Підбадьорені успішним розгромом російської армії на Східному фронті, німці щиро сподівалися на успіх замисленої наступальної операції, на яку покладалися великі надії — що вона стане остаточною та переможною в усій Великій війні.
На обговорюванні розглядалися два варіанти майбутньої операції. Перший варіант запропонував начальник штабу групи армій кронпринца Вільгельма оберст Шуленбург. За його задумом кайзерівська армія мусила завдати головного удару проти французів у районі Вердена, та в разі успіху, німецька армія могла захопити важливий укріплений район і скоротити лінію фронту. Однак, за попереднім досвідом було відомо, що опанування Вердену обійдеться в колосальну ціну — французька армія продемонструвала свою готовність битися до останнього солдата.
Другий варіант кампанії пропонував начальник штабу групи армій кронпринца Рупрехта генерал Кулем, який наполягав на проведенні наступальної операції у Фландрії в районі Армантьєра та Іпра з метою розгрому британських військ фельдмаршала Дугласа Гейґа та виходу до Ла-Маншу. Британський експедиційний корпус на думку німецького командування був виснажений попередніми битвами 1917 року за Аррас, Месену, Пашендейле та Камбре, й не мав достатніх резервів для ведення оборони. У разі ж успішного проведення наступу, остаточно знищивши британців та опанувавши морські порти поздовж французького узбережжя Кале, Дюнкерк та Булонь, через які йшли основні потоки поповнень, німці вибивали з війни одного з ключових гравців на Європейському театрі війни.
«Якщо ми прорвемось до берега каналу, — писав Гінденбург, — то ми безпосередньо зачепимо життєвий нерв Англії. Ми не тільки отримаємо можливість заважати підвозу морем, а й зможемо звідсіля обстрілювати південний англійський берег нашими далекобійними гарматами».
Роздивившись обидва варіанти, вище керівництво вирішило не поспішати з висновком, тому остаточне рішення щодо напрямку головного удару на цій нараді прийнято не було. Тільки 24 січня 1918 року, після інспекційної поїздки генерала Людендорфа по фронту та вивчення реального стану справ на ділянках 4-ї, 6-ї, 2-ї, 18-ї та 7-ї армій, він вирішив завдати головного удару силами 17-ї, 2-ї та 18-ї польових армій на ділянці між Краузеттом та Ла-Фером, саме у стику між французькою та британською арміями.
Завдяки краху не без участі німців Російської імперії та підписанню Берестейського миру, німецька армія практично позбавилась необхідності вести війну на два фронти та ведення масштабних бойових дій на сході, й до середини лютого 1918 року генерал Людендорф перекинув з Росії на Західний фронт близько 50 піхотних дивізій.

### Ситуація на фронті на початок 1918 року
Ліквідація одного з головних противників дозволила військам кайзера створити на полях Франції та Бельгії чисельну перевагу над союзними арміями. Втім, відверто усвідомлюючи, що часу в них обмаль, німці воліли якомога швидше розпочати наступ, щоб розгромити війська Антанти ще до прибуття свіжих американських дивізій в Європу. У свою чергу, союзне командування володіло інформацією про наступ військ противника, що готувався, й відповідно розраховувало вести тільки оборонні дії, маючи за мету виграш часу та виснаження сил ворога.
Німецька стратегія сконцентрувалась у загальному задумі на так званий «Весняний наступ» або «Кайзерівську битву» (нім. Kaiserschlacht), який складався з чотирьох операцій: «Міхаель», «Джорджетт», «Гнейзенау» та «Блюхер-Йорк».
Хоча англійська розвідка мала достатньо доказів про підготовку противником великого наступу, проте, ніхто навіть не здогадувався наскільки масштабним він буде. За задумом Людендорфа німецькі війська мали прорвати ворожу оборону, подолати Сомму, а потім повернути на північний захід та відрізати британські лінії комунікацій за Артуа, закупоривши таким чином експедиційний корпус Великої Британії на узбережжі Фландрії. Згодом розраховувалося захопити морські порти й, або змусити британців капітулювати, або знищити їх.
На 21 березня війська кайзера зосередили на Західному фронті 192 дивізії з 241, що була у складі збройних сил. 110 з них перебували на передовій, зокрема 50 стояли на лінії зіткнення з британськими військами. Ще 67 дивізій знаходилось в оперативному резерві, з них 31 — у секторі, що протистояв британцям.
Взимку 1917—1918 року, удосконалюючи свої оборонні рубежі, фортифікаційні споруди, зміцнюючи слабкі місця в обороні, британська армія намагалася закріпитися на займаних позиціях. Однак, у цілому в обороні ще зіяли проріхи та прогалини з поодинокими опорними пунктами, не зв'язаними в єдину оборонну систему. Керівництво армією вживало заходів щодо нарощування тризонної системи в глибину, втім темпи та ефективність робот потребували покращення. На березень 1918 року, на багатьох напрямках і особливо в тиловій зоні тривали поквапливі роботи.
Більш того, через значні втрати в живій силі, британці були змушені скоротити організаційно-штатну структуру своїх дивізій: замість 12 піхотних батальйонів у них лишалося 9, як це вже раніше було в німецькій та французькій арміях. Проте, і ці заходи не компенсували існуючий брак людей на передовій. У батальйонах другого ешелону часто замість 1000 чоловік особового складу перебувало в строю менше за 500 військовиків.
Тим часом німці, готуючись до вирішального наступу, розвивали тактику дій. Досвід застосування німецьких військ в останніх боях в 1917 році на Східному фронті, в особливості в битві за Ригу, підтвердив сподівання та ефективність дій невеликих за розміром штурмових груп (нім. Stoßtruppen).
Зібрані з найкращих та спеціально підготовлених солдатів, штурмові групи застосовували тактику інфільтрації, діючи малими ударними групами на напрямках головного удару. Використовуючи проміжки та проломи в бойових порядках ворога, що завдавалися артилерією, «штурмтруппен» попросту обминали осередки оборони, опорні пункти та фортифікаційні споруди, не втягуючись у виснажливі бої й стрімко просувались вперед, вносячи рейвах у лави супротивника. Відповідно ворожі війська опинялися самотніми, без зв'язку та можливості взаємодіяти із сусідами перед вибором, або триматися до останнього, або кидати займані позиції та рубежі й похапки відступати.

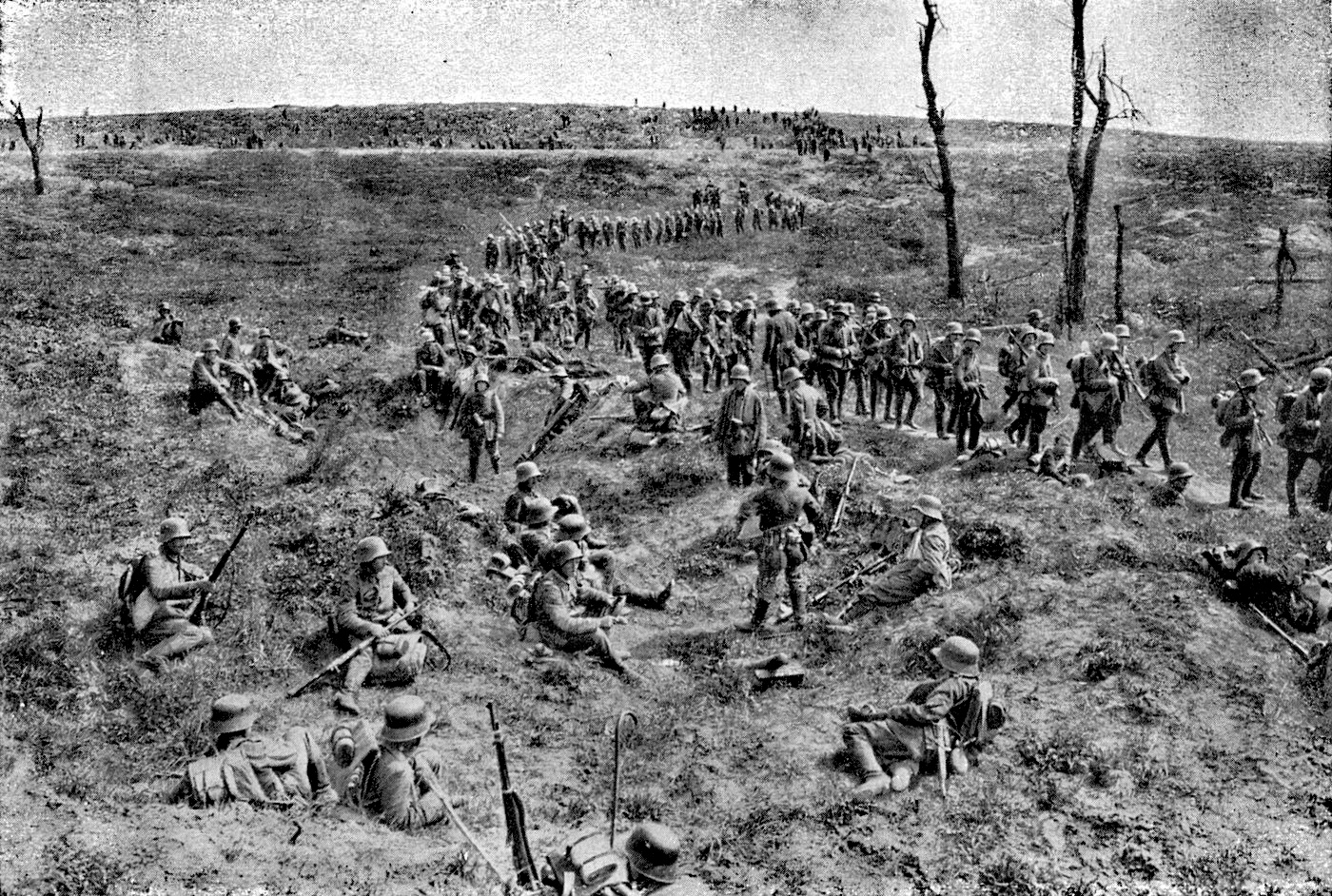
Полк німецької піхоти на марші в ході операції «Міхаель». Березень 1918

У тактиці застосування німецької артилерії також йшли суттєві зміни. Якщо раніше цій рід військ зосереджувався на монотонному, методичному та повільному за результатами бомбардуванні цілей, систем інженерних загороджень, ходів сполучень, то зараз Людендорф наполягав на зосередженні максимальної кількості гармат та гаубиць на невеликому просторі з метою ураганного знищення артилерійських і кулеметних позицій, штабів, вузлів зв'язку та інших комунікаційних центрів противника. Практика застосування артилерії поділялася на три основні фази: спочатку вівся нетривалий за часом зосереджений вогонь по елементах системи управління: штабах, пунктах спостереження тощо. На другому етапі вогонь перенацілювався на контрбатарейну боротьбу з артилерійськими підрозділами противника, й нарешті — уся міць обрушувалась на передній край оборони на ділянці прориву. Масований вогонь тривав декілька годин, доки піхота не переходила в наступ. Піхотним підрозділам на відстані 200—400 м передував вогневий вал, який міг прискорюватися або затримуватися за сигналом загальновійськових командирів.
Дивізії кайзерівської армії, що йшли в три ешелони у смузі прориву, з повітря прикривали літаки штурмової авіації, які групами по 6-20 літаків з висоти 50-100 м завдавали ударів по противнику, його артилерії та кулеметних гніздах, всіляко сприяючи просуванню вперед.
Перевагою нових методів комбінованого застосування артилерії й авіації при прориві оборонних позицій ворога було те, що досягалась раптовість атаки піхоти та її стрімкість, яка мала великі шанси на успіх.
Прорив здійснювався шляхом зосередження на ділянці фронту потужних сил та засобів і досягався методичністю вогневої підготовки, раптовістю, швидкістю, силою ударів і великою глибиною проникнення в оборону противника. Сила першого удару, котру забезпечувала підтримка потужної кількості артилерії (до 100 гармат на 1 км фронту) й мінометів, мусила приголомшити та деморалізувати противника.
Усі дивізії, які призначалися для наступу, з початку 1918 року були відведені у тил, де у відповідності до нової тактики дій пройшли тритижневу підготовку. Головною метою навчань було відпрацювання порядку руху піхотних підрозділів за вогневим валом, подолання перешкод на полі бою, а також прийоми та способи боротьби з танками ворога, взаємодія з авіацією, артилерією, що супроводжувала піхоту вогнем, інженерними військами та підрозділами зв'язку.
У свою чергу союзники прийняли за основу концепцію еластичної оборони, котра передбачала використання першої позиції в ролі рубежу прикриття, який повинний був, якщо не зламати вал наступаючих військ противника, то щонайменше затримати чи послабити його натиск. Основні зусилля в обороні союзних військ зосереджувалися в тактичній зоні на других та проміжних позиціях оборонних рубежів.
Британці, нарощуючи в глибину свою систему фортифікаційних споруд, поліпшували тактику дій піхотних підрозділів в обороні та удосконалювали бойові порядки. Більшість військ поступово знімалася з передової та відводилася на певну відстань, а лінію фронту утримували чергові сили з патрулів, кулеметників, снайперів та невеликих підрозділів, які відстежували ситуацію. Резерви та другі ешелони концентрувалися в захищених районах та на рубежах, подалі від вогню ворожої артилерії.

### Підготовка до операції
10 березня 1918 року генерал Гінденбург затвердив остаточний план стратегічної наступальної операції. За загальним замислом наступ розпочинався зранку 21 березня на напрямку головного удару силами 2-ї та 17-ї армії групи армій кронпринца Рупрехта, допоміжного удару завдавали щойно перекинута зі Східного фронту 18-та армія, прикриваючи лівий фланг ударного угруповання, та 7-ма армії групи армій кронпринца Вільгельма. На фронті завдовжки 69 км між Аррасом, Сен-Кантеном та Ла-Фером кайзерівські війська зосередили 74 піхотні дивізії, 6 600 гармат, 3 500 мінометів та 326 літаків-винищувачів.
Головний удар завдавався з міцного виступу в обороні німців біля Сен-Кантен, що утворився ще під час боїв на річки Сомма в 1916 році, й мав за мету розсікти французьку та британську армії. Оперативна побудова військ складалася з трьох ешелонів: у першому було 30 дивізій, у другому — 19, у третьому — 10 та ще 3 піхотні дивізії перебували в стратегічному резерві.
Попри потужних сил, сконцентрованих на фронті прориву, ретельній підготовці до наступу, новітній тактиці дій та іншим перевагам, німецькій армії бракувало багато показників, повинних забезпечити перемогу у замисленому. По-перше, хронічно не вистачало рухомих формувань, майже уся кіннота залишилася на Східному фронті з його колосальними просторами. Найсучасніша зброя — танки — не були належним чином оцінені німецькими воєначальниками: до початку наступу в лавах армії перебувало тільки 10 власних танків A7V та ще 75 трофейних. По-друге, попри тому, що 30 дивізій пройшли перепідготовку за програмами нової штурмової тактики й набули якісної практики, у підрозділах все ще відчувався помітний брак оснащення, екіпірування та майна.
На запланованій ділянці прориву оборону тримали дві британські армії. На півночі 3-тя армія генерала Джуліана Бінга оборонялася між Аррасом на південь до Флеск'єр; південний фронт утримувала 5-та армія генерала Г. Гофа разом з Канадським корпусом. У цілому британські сили складалися з 32 піхотних та 3 кавалерійських дивізій, 216 танків, близько 3 000 артилерійських систем та 500 літаків.
Британське командування тривалий час залишалося непевним стосовно місця головного удару германської армії. 10 та 17 березня 1918 року на основі даних повітряної розвідки британська розвідувальна служба у своїх донесеннях спрогнозувала, що наступ імовірно розпочнеться в районі Аррас–Сен-Кантен. Додаткові підтвердження надійшли з боку німецьких дезертирів. Буквально напередодні операції вночі 20 березня підрозділ 61-ї дивізії провів на своїй ділянці фронту розвідку боєм та полонив декількох німців, які підтвердили факт початку наступу наступного ранку.
О 03:30 на основі узагальнених даних розвідки англійська артилерія раптово розпочала обстріл вірогідних районів зосередження військ противника, але це тривало недовго. Вже в 04:40 найпотужніший вогневий удар був завданий тисячами німецьких гармат та гаубиць по всьому фронту британських бойових порядків.

## Битва

### Битва за Сен-Кантен (21-23 березня)

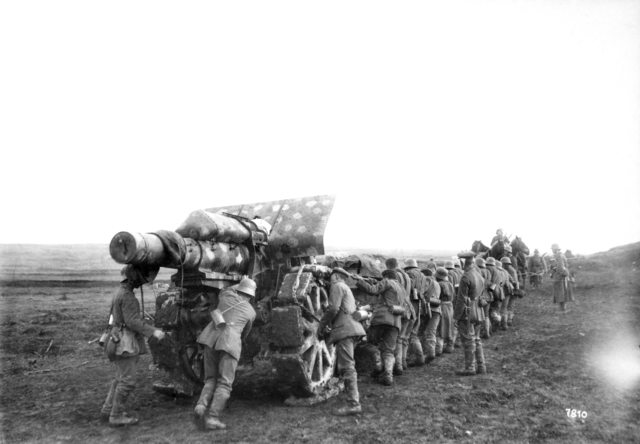
Пересування німецької мортири 210-мм важка мортира Mörser 16 в бойовому положенні. Ам, Франція, березень 1918

21 березня о 04:40 (на ділянці 17-ї армії — о 05:05) у повній темряві німецька артилерія розпочали вогневу підготовку атаки на 60 км фронту 3-ї та 5-ї армій від Краузіля до Ла-Фера, а також частково 1-ї армії. Розпочалася одна з найвеличніших битв в історії Першої світової війни.
Німці гатили по британських позиціях п'ять годин, випустивши в ході артилерійської підготовки атаки 3 500 000 снарядів по площі 400 км². Використовувались усілякі види артилерійських снарядів, а також гірчичний, сльозогінний, хлориновий гази, димові боєприпаси на всю глибину першого оборонного рубежу противника. Вогневому впливу в першу чергу піддавалися штаби, лінії постачання та позиції ворожої артилерії. Втрати англійців були значними, бойові порядки дезорганізовані, радіо та телефонний зв'язок порушений.
О 09:40 в атаку перейшли передові підрозділи німецької піхоти. Прикриваючись вогневим валом, вони швидко просувалися вперед, у повітрі їх прикривала імперська авіація, за бойовими порядками піхотних дивізій прямували зенітники, що прикривали штурмові підрозділи з повітря, та прив'язні аеростати, котрі коректували вогонь артилерії.

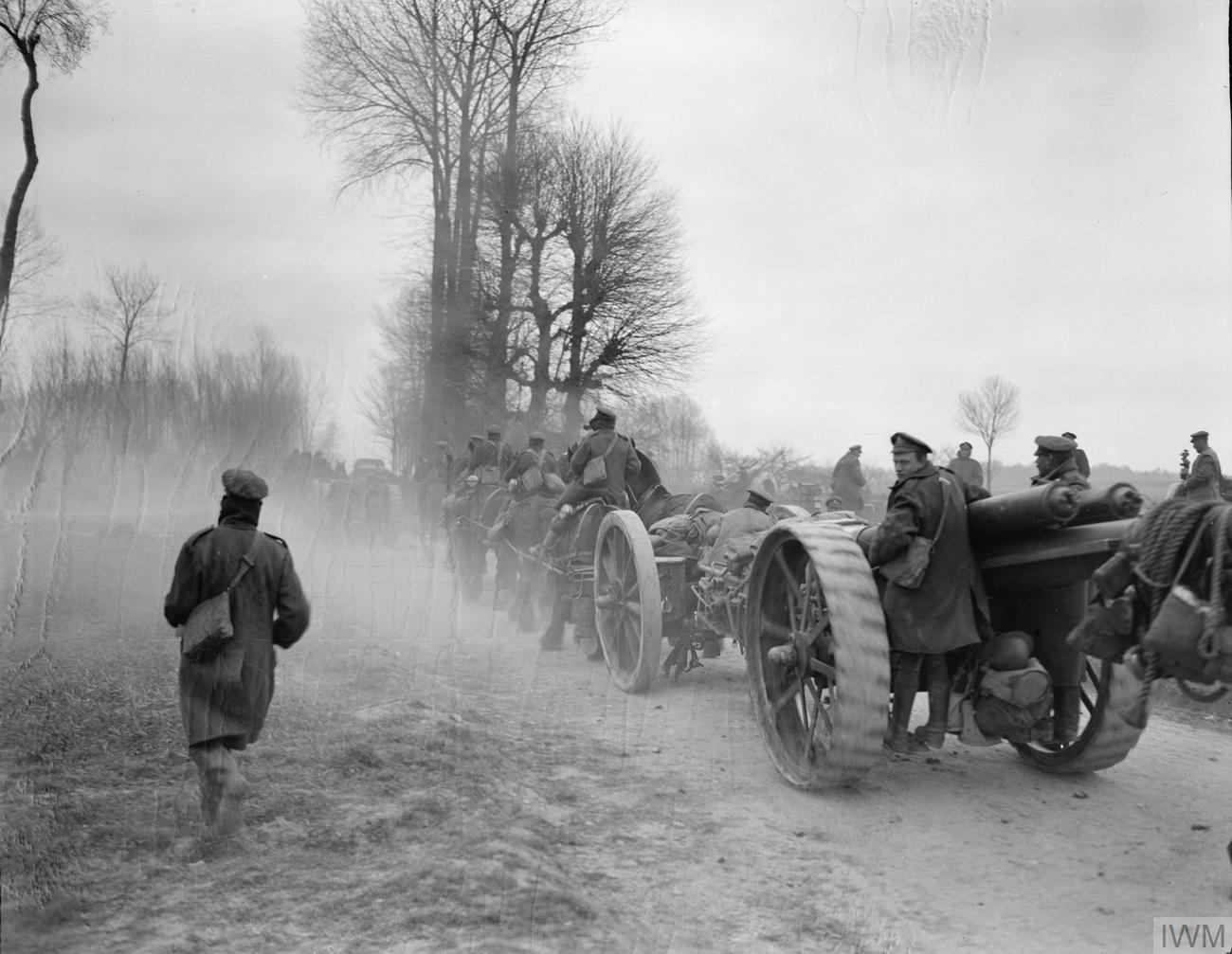
Британські війська відступають у ході операції «Міхаель». На передньому плані:. Березень 1918

Поступово німці нарощували темп наступу, в бій вступали все нові та нові сили. Німецька розвідувальна, винищувальна та штурмова авіація всіляко сприяли просуванню вперед. Британські підрозділи першої лінії, що опинилися під тиском штурмових груп позаду лави наступаючих військ, або відступили під прикриттям туману, що опустився на поле битви, або капітулювали, або ж билися до останнього набою та солдата. Ті формування, що тримали оборону у фортифікаційних спорудах змагалися в надії, що їхні товариші контрударом відіб'ють раніше займані позиції. Однак, міць німецької навали була настільки велика, що британські війська почали відступати з перших годин битви. В цілому формування генерала Г.Гофа вдалося порівняно організовано відступити та відвести свої артилерійські батареї на запасні позиції в тил; німці захопили тільки 138 гармат.
Але, хоча 18-та армія й прорвалася успішно на глибину 6-7 км, тим самим, реалізувавши тактичний прорив, втім 17-та та 2-га армії не змогли виконати завдання першого дня у виступі біля Камбре, вклинившись тільки на 2-4 км вглиб оборони противника. До вечора 21 березня ціною втрати 40 000 вояків кайзерівська армія змогла частково виконати заплановане.

### 22-23 березня
З ранку другого дня операції британські підрозділи продовжували відступати, лишаючи останні плацдарми в розгалуженій фортифікаційній системі своєї оборони. Понад усією лінією фронту розлягався густий туман, який не розсіювався до полудня. Контроль над ходом боїв на тактичному рівні був майже утрачений. Протиборчі сили билися по всій лінії зіткнення, бойові сутички велися осередками, то розпалюючись, то гаснучи в тумані. Поступово над британцями стала нависати загроза відсічення 3-ї армії від 5-ї й командуванню довелося докласти максимум зусиль, щоб втримати ситуацію під контролем. Запеклий опір поодиноких та розрізнених осередків оборони врешті вплинув на перебіг подій: німцям усе трудніше було наступати вперед, артилерія вже не могла вести безкарно вогонь, не уразивши свої війська.
З ранку третього дня битви німці під прикриттям туману продовжували просування вперед. Значними масами піхоти вони продавлювались крізь рубежі оборони противника й просувалися далі вглиб території Франції. Протягом дня вони опанували Обіньї, Бруші, Кюньї і Сомметт-Окур.
Протягом перших двох діб наступаючі сили 17-ї армії генерала О. фон Белова буквально прогризли оборону британської 3-ї армії й до кінця 23 числа змогли з превеликими труднощами просунутися тільки на 5-6 км. Вдаліше йшли справи в 2-й армії, яка подолала тактичну зону оборони британських військ та просунулася на 10-12 км. Але, найкраще наступ розвивався у смузі 18-ї армії, яка за планом операції завдавала допоміжний удар. Армія генерала О. фон Гут'єра прорвала оборону 5-ї армії на 20 км і, форсувавши з ходу р. Сомма та канал Кроза, розпочала бої за подолання смуги оперативної оборони. Значну допомогу підрозділам армії надавали німецькі штурмовики, які атакували усі цілі на полі битви, сприяючи своїм військам.
Ціна заплачена за три дні боїв була надзвичайно високою для обох сторін. У німецькій піхоти появилися перші признаки втоми, безперервні бої вкрай вимотували людей, артилерія, в особливості важка, та обози відставали від бойових порядків, в'язнучи в грязюці.
Але і в 5-й британській армії стан справ був настільки скрутним, що головнокомандувач фельдмаршал Гейґ насправді остерігався за їхню спроможність утримати фронт.

### Розвиток наступу
24 березня 1918 року німецькі війська повільно наступали вперед. Фронт практично розпався й перетворився на середовища поодиноких боїв, де змагалися поодинокі взводи, роти, а іноді й просто групи людей з різних підрозділів. У південній частині розірваної лінії фронту багато англійських формувань перейшло в підпорядкування французьких офіцерів, усі бойові порядки перетворилися на суміш з вояків різних армій, техніки та озброєння.
Як писав історик бригадний генерал сер Джеймс Едмондс,
«Три дня битви, кожна безсонна ніч на марші або у спробах підрозділів впорядкувати свої бойові порядки — що у німців, так і в британців — люди виснажені до межі своїх сил. Фізичні та моральні кордони на тлі колосальних втрат, страхітних чуток, що літали понад полем бою, все це внівець знищувало дух військ.»
Цими днями німці захопили покинуті обози свого противника й були вкрай здивовані, коли всупереч пропаганді Берліна, яка трубила про великі продовольчі труднощі в стані ворога через тотальну підводну війну, тилові запаси британської армії були повними їжі та делікатесів, приміром шоколаду й навіть шампанського[64].
Формування генерала Г.Гофа за підтримки французької піхоти утримували лінію відступаючих військ, однак незабаром французьке керівництво віддало наказ своїм силам на відхід, і невдовзі фронт оголився. Після інтенсивного бомбардування розрізнених позицій, німці прорвали проріджену оборону супротивника й до ночі британці втратили свої рубежі на Соммі, за винятком невеличкої ділянки між Оміно та Тортілле. Під нескінченим тиском переважаючих сил кайзерівської армії, лівій фланг 3-ї армії також змушений був відійти із займаних позицій.
Війська генерала Е.Людендорфа прорвалися саме на стику між французькою та британською арміями й в обстановці, що склалася, воліли скористатися таким козирем. Було вирішено продовжити наступ та прижати англійців до моря, а французів — примусити відступати до Парижу. 2-га армія генерала Г. фон дер Марвица отримала наказ: діяти не тільки на північному, а й на південному березі Сени, в загальному напрямку на Ам'єн, чим розширити розрив між 5-ю британською та 6-ю французькою арміями. 17-та армія генерала О. фон Белова, у взаємодії з 6-ю генерала Ф. фон Каста та 4-ю генерала Ф. фон Арміна, мала тиснути на Британський експедиційний корпус і скинути його в море. 18-та армія генерала О. фон Гут'єра продовжувала наступ у південно-західному напрямку безпосередньо проти 6-ї французької армії, щоб відкинути її спочатку за річку Уаза, а потім, у взаємодії з 7-ю армією генерала М. фон Боена, за рубіж річки Ена.
Вночі, близько 23:00 24 березня генерал Гейґ зустрівся з головнокомандувачем французької армії Ф.Петеном, який висловив своє занепокоєння станом справ. Глибоко стурбований французький генерал припустив, що противник імовірно розпочне наступ у Шампані й німецька далекобійна артилерія наблизиться до рубежів, звідки зможе вести вогонь по Парижу. І він підкреслив, що якщо німці продовжуватимуть наступати в напрямку столиці, то французи, щоб врятувати Париж, будуть змушені відступити до Бове. Це, у свою чергу, утворювало неабияку загрозу розгрому всього британського експедиційного корпусу.
25 березня союзні війська вживали гарячкових спроб утримати фронт, що розвалювався на очах. Поступово між союзними арміями утворювався величезний провал завширшки 15 км прямо на напрямку Ам'єну. В 11:00 начальник імперського штабу Великої Британії генерал Г.Вілсон прибув на командний пункт Гейґа з метою з'ясування на місці ситуації, що склалася.
Зранку 26 числа британське командування кинуло на прикриття прориву між з'єднаннями поблизу Коленкам новозеландську дивізію за підтримки новітніх «Віппет». Введення в бій швидкохідних танків спричинило паніку в лавах німецьких військ, що наступали, декілька сотень здалися в полон. Однак, цей тактичний успіх не вплинув у цілому на перебіг подій. Британські солдати продовжували відступати по всьому фронту під тиском переважаючих сил противника.

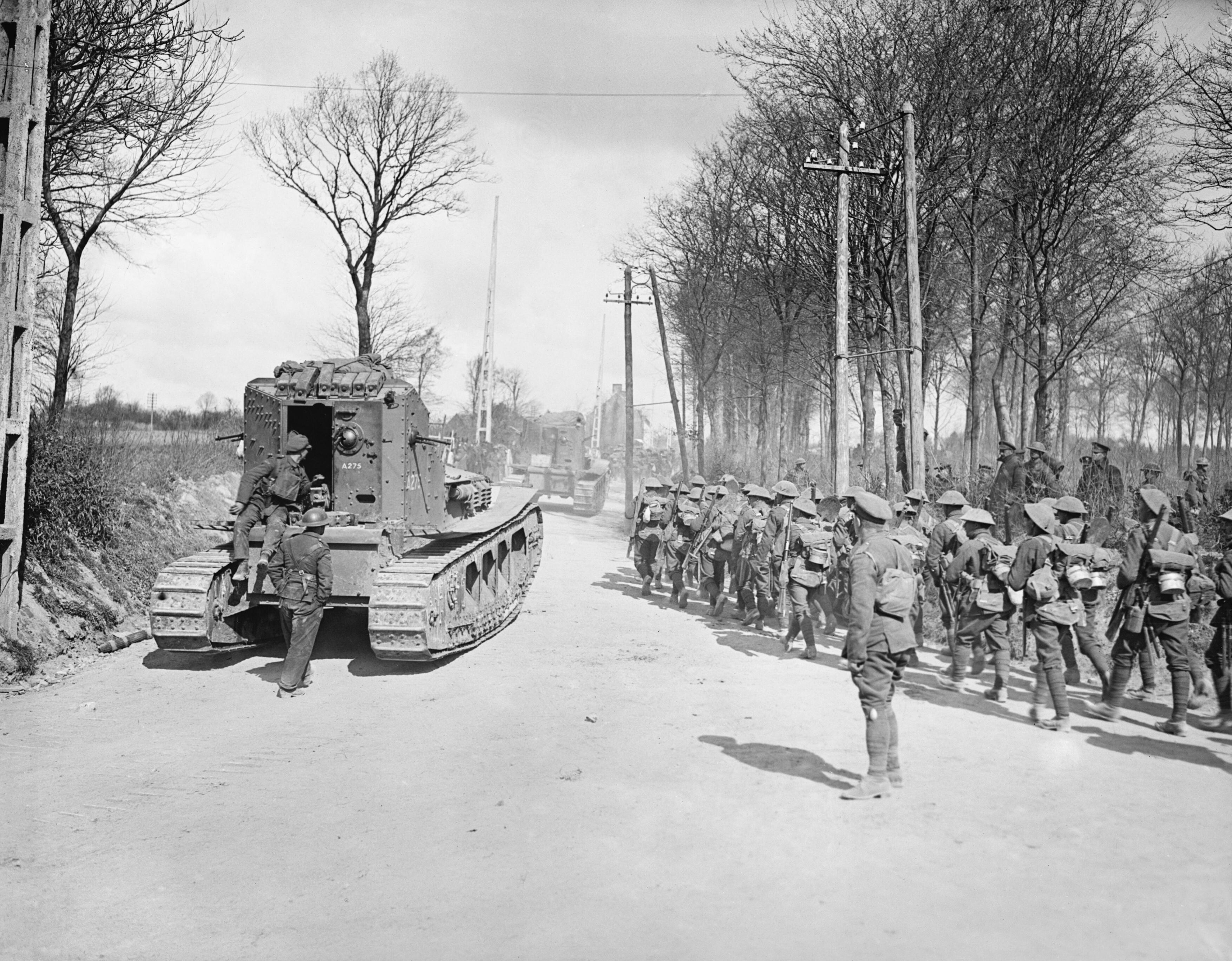
Англійські танки «Віппет» в колоні новозеландських військ поблизу Маї-Має. 26 березня 1918

### Перелом ситуації
26 березня 1918 року союзники скликали термінову конференцію в Дуллані, де десять вищих посадовців обговорювали останні події. Результатом цієї зустрічі стало прийняття рішення про призначення генерала Фоша Головнокомандувачем усіх союзних сил на Західному фронті. Сторони погодилися про негайне перекидання частки французьких військ на посилення 5-ї британської армії.
Фош наказав командувачам 5-ї британської, 1-ї французької та резервної групи Файолю сконцентрувати усі наявні сили біля Ам'єну, а частини британських військ, що зазнали серйозних втрат у боях південніше Сомми, замінити французькими.

Британська артилерія веде вогонь з. Овілле-ла-Буассель. 25 березня 1918

Довгоочікуваний вибір головнокомандувача, його рішучість та своєчасний маневр силами дозволили союзникам стрімко отямитися й таким чином швидко узяти ситуацію під контроль.
27 березня кайзерівські підрозділи 18-ї армії захопили Мондід'є, а 2-ї армії вступили в Альберт та опанували переправи через річку Анкр і Міромон. Запеклі бої розгорнулися за місто Розьєр, на відстані менше 30 км від Ам'єну, яке німці атакували одночасно з трьох сторін. Попри колосальний тиск, виснаженість особового складу, великі втрати та хаос в навколишній обстановці, англійці мужньо утримували рубежі. На розтягнутому на 68 км фронті 15 англійських дивізій протистояли 80 німецьким і демонстрували чудеса звитяги, не дозволяючи ворогу прорватися до Парижа. Бої йшли за кожне селище, кожну висоту, кожний клаптик землі. Втім, незважаючи на непогану організацію відходу британських військ 5-ї армії в надзвичайно складних умовах і проявлену ними доблесть, її командувач Г. Гоф був відсторонений від посади, на його місце був призначений генерал Г.Роулінсон.
28 березня Людендорф змінив напрямок головного удару, змістивши його на Аррас, і цього разу силами 29 дивізій намагався розтрощити 3-тю армію. Однак, спроби 17-ї польової армії розвинути наступ на Аррас з метою сприяння 6-й та 4-й арміям, що готувалися до наступної фази операції на річці Ліс, виявилися марними.
З 30 березня фон Гут'єр відновив свої атаки проти французів південніше плацдарму біля Сомми, у той час, як фон дер Марвиц атакував у напрямку Ам'єну. До 5 квітня точилися бої, багато найкращих підрозділів кайзерівської армії були майже знищені в цих битвах, однак здобути великої перемоги вони так і не спромоглися.
Вигравши час ціною великих жертв британських військ, 1-ша армійського генерала М.-Е. Дебені 3-тя дивізійного генерала Ж.Гамбера французькі армії зосередилися між річками Ліс та Уаза, прикриваючи шлях на Ам'єн та далі на Париж.
Поступово ініціатива переходила до союзників. Не маючи рухомих резервів, німці не змогли розвинути досягнутий успіх і бої поступово прийняли форму локальних зіткнень.
4 квітня німці вжили останню спробу, коли 15 дивізій атакували 7 союзних з'єднань по лінії східніше Ам'єн та північніше Альбер у напрямку на річку Авр. Ця битва відзначилась в історії двома важливими показниками. Вперше в історії обидві сторони одночасно використали в зустрічному бою танки. По-друге, нічною контратакою австралійські та англійські підрозділи зупинили просування німецьких військ та відбили щойно захоплений ними Віллер-Бретонне.
5 квітня Людендорф ще раз спробував відновити наступальні дії, однак його спроба провалилася; не досягнувши ніякого успіху, німці з 19:25 перейшли до оборони по всьому фронту.

## Наслідки
Вперше після боїв 1914 року німецькі війська спромоглися досягти значних результатів. Армії Людендорфа опанували 3 100 км² території противника в центральній Франції, наступаючи на фронті в 70 км та вклинившись в оборону союзників на глибину до 60-65 км. Кайзерівські війська вишли на рубіж Байлейль, Альбер, Віллер-Бретонне, Гривен, Нуайон, р. Уаза. Для Західного фронту це був приголомшливий успіх, середньодобовий темп наступу становив близько 6 км, у той час, як у битвах 1915—1917 років, темпи сягали максимум 1-2 км при колосальних втратах.
Попри цьому успіху, досягнутому за рахунок раптовості удару, ретельній підготовці, концентрацію переважаючих сил на основних напрямках та вмілій організації взаємодії з авіацією й артилерією, стратегічні цілі досягнуті не були. Ані прорвати фронт союзників, ані відрізати британські війська від французьких та розтрощити їх у маневровій битві — німці не змогли.
Однією з головних причин цього стала відсутність рухомих частин, що особливо виявилося наочно у ході боїв на напрямку Ам'єну, коли німці не спромоглися швидко скористатися цим козирем і в решті поступилися. Союзники, навпаки отримали можливість перекидати війська з не атакованих ділянок фронту та локалізувати прориви. В особливості системного та організованого характеру це набуло після прийняття рішення про утворення єдиного командування збройних сил Антанти на Західному фронті.
Людендорфу не вдалося захопити навіть Ам'єн та Аррас, і хоча противникові було завдано серйозних втрат, британці швидко отямилися й незабаром перекинули на материк свіжі сили.
9 квітня німецькі війська завдали другого потужного удару, цього разу у Фландрії, де 4-та та 6-та армії наступали проти 2-ї та 1-ї британських армій.

### Втрати
Загалом в операції «Міхаель» взяло участь 90 німецьких, 46 британських та 40 французьких дивізій. За офіційними даними британських істориків, виданих у 1934 році, союзники протягом цієї битви втратили 255 000 чоловіків, у тому числі підданих британської корони, що загинули, зникли безвісти та дістали поранень — 177 739; 5-та армія втратила 90 882 вояки, а 3-тя — 78 860.
Німецькі втрати склали близько 250 000 чоловіків, зокрема багато з вбитих становили військові елітних підрозділів германської армії.
Цифри безповоротних та санітарних втрат цієї битви продовжують вивчатися і понині, тому усталених даних досі немає. Так, відомий військовий експерт Міддлбрук вважає, що британські війська втратили з час операції близько 160 000 військовослужбовців: загиблими 22 000 осіб, 75 000 — потрапили в полон та 65 000 були поранені. Французи мали 80 000 втрат, у той час, як німецька сторона зазнала втрату 250 000.
У 2002 році дослідник Марікс Еванс видав свої підрахунки, в яких стверджує, що наступ Людендорфа обійшовся йому в 239 000 чоловіків, більшість з яких становили не відновлювані елітні «штосструппен». З боку союзних військ ці дані були такими: 177 739 британців, 77 000 французів, а також 1 130 гармат, 2 000 кулеметів та 200 танків.